# Sōmen

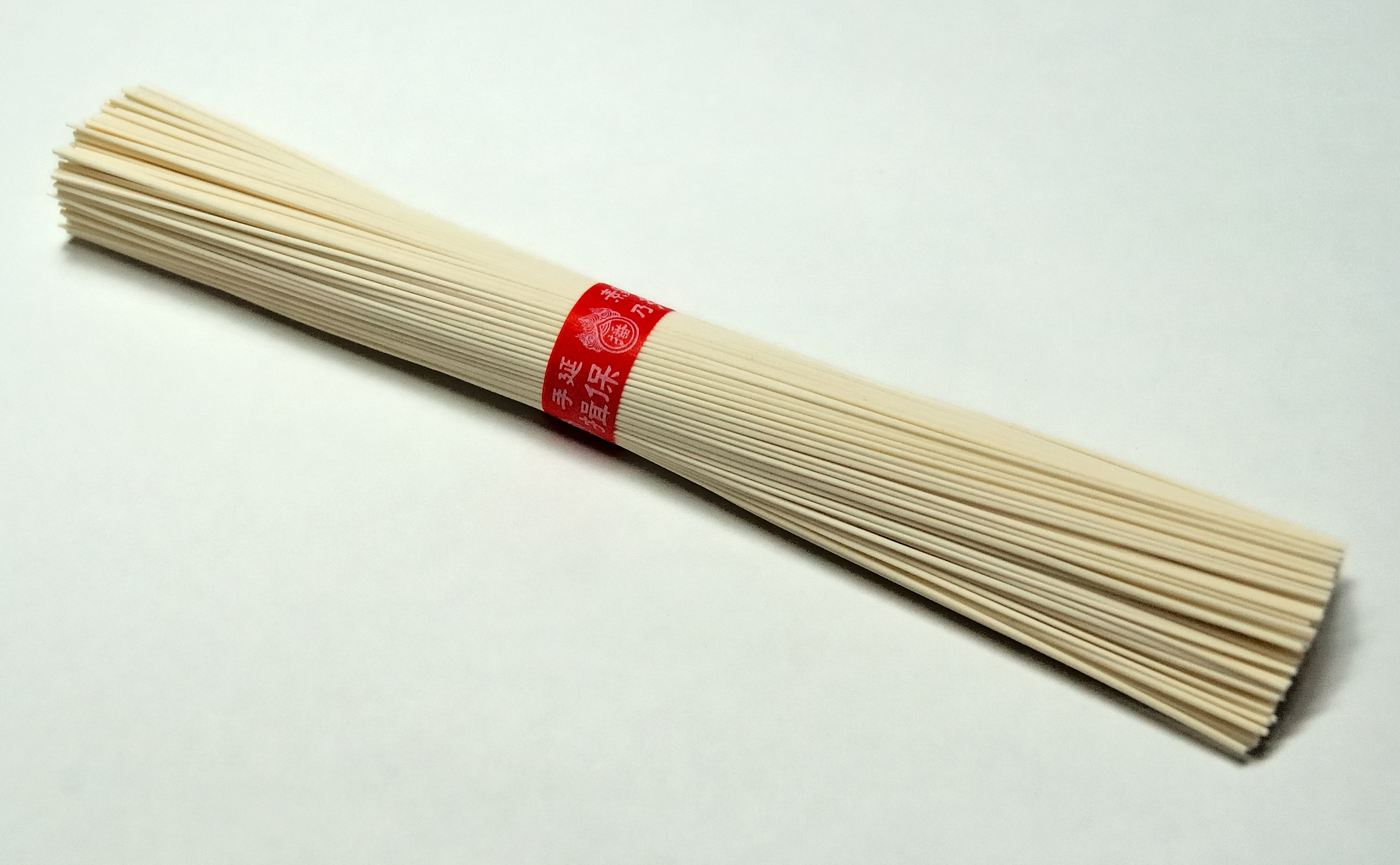
Somen.

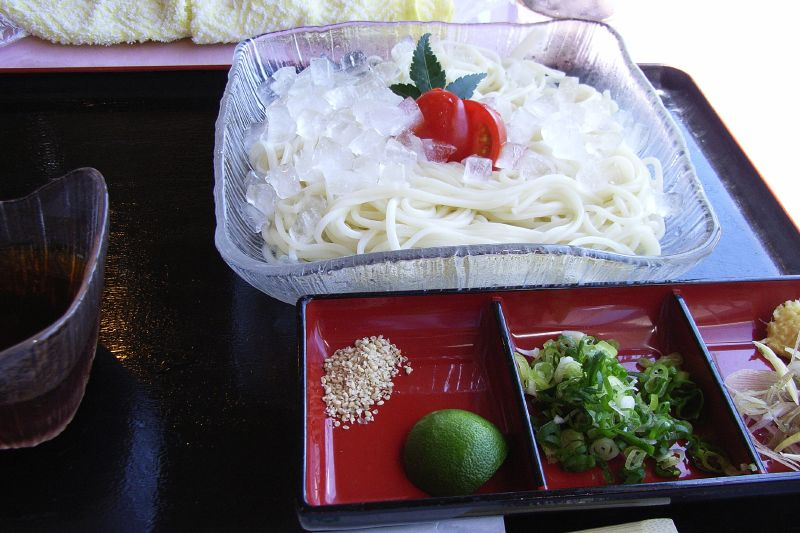

El Sōmen ( 素麺, そうめん?) es un pasta muy fina empleada en la cocina japonesa elaborado con harina de trigo. Estos fideos se sirven generalmente fríos y poseen menos de 1.3 mm de diámetro. La distinción entre el sōmen y el siguiente fideo más grueso, el hiyamugi (existiendo aún más grueso, el: udon) es que el sōmen es estirado mientras que el  hiyamugi y el udon son cortados.

## Usos
El sōmen se sirve generalmente frío ligeramente condimentado con un caldo o tsuyu, y los fideos se sumergen en la salsa, no se vierten encima como otros alimentos. La salsa es habitualmente una katsuobushi fundamentada generalmente en los sabores de la   cebolla galesa, el jengibre, o el myōga. En el tiempo de verano el sōmen es enfriado con hielo y es una comida tan popular que se sirve a menudo para ayudar a permanecer fresco. El Somen servido en sopa caliente se llama generalmente nyumen y se sirve con frecuencia en el invierno como soba o udon.
La oferta de algunos restaurantes llega a ofrecer en verano sōmen servido de la manera de “tallarines que fluyen”. El sōmen que fluye se denomina “Nagashi Somen”  en idioma japonés. Los tallarines se colocan en una vara larga de bambú a través de todo el restaurante. La vara lleva agua helada y el sōmen baja de la vara mientras se toman con los palillos y acto seguido se sumergen en el caldo de tsuyu para ser ingeridos. Ser capaz de tomar los fideos requiere una cierta cantidad de destreza, habitualmente los fideos que no se toman en el momento no se comen, así que se ejerce una presión a los comensales para que lleguen a tomar tanto como puedan. Sólo algunos pocos establecimientos (generalmente lujosos) ofrecen sōmen en corrientes naturales (riachuelos o manantiales pequeños), lo cual da a los comensales la experiencia de disfrutar un ambiente al aire libre.